# Mihael Starin
Mihael Starin (mađ. Sztárai Mihály, Starin, oko 1500. — Pápa, 1575.), crkveni reformator

## Životopis
Od 1521. do 1551. godine uspio je proširiti luteranski nauk u 120 naseljenih mjesta.